# Claus Durstewitz
Claus Durstewitz (* in Fritzlar/Hessen) ist ein deutsch-österreichischer Opern- und Konzertsänger (Lyrischer Tenor).

## Werdegang
Claus Durstewitz wurde als eines von 7 Kindern des Kaufmanns Wigbert Durstewitz geboren. Seine Mutter Ann Mari war Sopranistin und stammte aus Schweden.
Im Bereich Barockmusik (Buxtehude, Händel, Bach) war er bereits im Alter von 7 Jahren bis zu seinem Stimmbruch mit 13 bei Konzerten erfolgreich. Anschließend studierte er Klarinette und erreichte einen kaufmännischen Berufsabschluss.  Er wandte sich wieder dem Gesang zu und gewann im April 2000 den bundesweiten Wettbewerb der Deutschen Musikakademie Hamburg „Stimmtreff 2000“ in der Sparte Musical.
Bei Katerina Beranova, mit der er auch verheiratet ist, absolvierte er eine umfangreiche private Gesangsausbildung an der Anton Bruckner Privatuniversität Linz und besuchte mehrere Meisterkurse, wie etwa die „Austrian Master Classes (AMC)“.
Durstewitz interpretiert fast alle musikalischen Stilrichtungen seines Faches im Bereich Klassik und Moderne und ist in Deutschland und Österreich bekannt. Er singt bei unterschiedlichen Veranstaltungen und Events und wird dabei von Orchestern wie der Ungarischen Kammerphilharmonie, dem Johann-Strauss-Orchester Frankfurt, der Thüringen Philharmonie Gotha-Eisenach, dem Deutschen Filmorchester Babelsberg oder der hr-Bigband begleitet.
Gemeinsam mit seiner Ehefrau singt er seit 2010 Galakonzerte, Neujahrskonzerte, Liederabende und tritt mit ihr bei Kirchenveranstaltungen und im Fernsehen auf.
Von 2012 bis 2017 war er am Musiktheater Linz engagiert. 2012 nahm er an der ORF-Sendung „Die große Chance“ teil und erreichte im ersten Halbfinale den ersten Platz.
Gemeinsam mit seiner Frau war er im Oktober 2013 im „Goldenen Saal“ des Wiener Musikvereins zu Gast, wo er als Solist in Carl Orffs „Carmina Burana“ zu hören war.
2015 sang Durstewitz in Bad Leonfelden die Partie des Phantoms in der Originalfassung von „Das Phantom der Oper“ von Andrew Lloyd Webber.
2018 wirkte er gemeinsam mit seiner Frau bei der Welturaufführung des Osteroratoriums von Michael Stenov in der Pfarrkirche St. Peter in Linz/Spallerhof mit.
Der Sohn von Claus Durstewitz, Christian Durstewitz, ist ebenfalls Sänger. Durstewitz lebt mit seiner Familie in Linz.

## Repertoire (Auswahl)
Das Repertoire von Durstewitz reicht über Filmmelodien der 1930er bis 1950er Jahre bis zu Musical- und Operettenmelodien, Opernarien und Barockmusik.

### Oper
- Lyonel in „Martha“ von Friedrich von Flotow
- Don Ottavio in „Don Giovanni“ von Wolfgang Amadeus Mozart
- Kalaf in „Turandot“ von Giacomo Puccini
- Herzog von Mantua in „Rigoletto“ von Giuseppe Verdi
- Alfredo Germont in „La traviata“ von Giuseppe Verdi

### Operette
- Graf Tassilo und Baron Kolomán Zsupán in „Gräfin Mariza“ von Emmerich Kálmán
- Fedja Palinski („Mister X“) in „Die Zirkusprinzessin“ von Emmerich Kálmán
- August Kuhbrot in „Der Vetter aus Dingsda “ von Eduard Künneke
- Robert von Hartenau in „Glückliche Reise“ von Eduard Künneke
- Armando Cellini in „Maske in Blau“ von Fred Raymond

### Musical
- Tony in „West Side Story“ von Leonard Bernstein
- Freddy Eynsford-Hill in „My Fair Lady“ von Frederick Loewe

### Oratorium
- „Magnificat“ von Johann Sebastian Bach
- „Die Schöpfung“ von Joseph Haydn
- „Messiah“ von Georg Friedrich Händel
- „Krönungsmesse“ von Wolfgang Amadeus Mozart
- „Requiem“ von Wolfgang Amadeus Mozart
- „Oratorio de Noël“ von Camille Saint-Saëns
- „Osteroratorium“ von Michael Stenov

### Geistliche Arien
- „Ave Maria“ von Charles Gounod
- „Largo“ von Georg Friedrich Händel
- „Ave verum“ von Wolfgang Amadeus Mozart

### Filmmelodien
- Paul Abraham: „Reich’ mir zum Abschied noch einmal die Hände“ aus „Viktoria und ihr Husar“
- Ralph Benatzky: „Es muß was Wunderbares sein, von dir geliebt zu werden“ aus „Im weißen Rößl“
- Franz Doelle: „Wenn der weiße Flieder wieder blüht“ aus dem gleichnamigen Film.
- Robert Stolz: „Im Prater blüh’n wieder die Bäume“ aus dem gleichnamigen Film.
- Hans May: „Heut’ ist der schönste Tag in meinem Leben“ aus dem gleichnamigen Film.